# Nelas
Nelas est une municipalité (en portugais : concelho ou município) du Portugal, située dans le district de Viseu et la région Centre.

## Géographie
Nelas est limitrophe :
- au nord-est, de Mangualde,
- au sud-est, de Seia et Oliveira do Hospital,
- à l'ouest, de Carregal do Sal,
- au nord-ouest, de Viseu.

## Histoire
Jusqu'en 1852, date du changement de chef-lieu de Senhorim à Nelas, la municipalité a porté le nom de conselho de Senhorim.
La charte (en portugais : foral) de la municipalité a été octroyée en 1140.

## Démographie
| 1801  | 1849  | 1900   | 1930   | 1960   | 1981   | 1991   | 2001   | 2004   |
| ----- | ----- | ------ | ------ | ------ | ------ | ------ | ------ | ------ |
| 5 379 | 5 904 | 14 145 | 14 470 | 16 504 | 15 069 | 14 618 | 14 283 | 14 504 |

## Subdivisions
La municipalité de Nelas groupe 9 paroisses (freguesia, en portugais) :
- Aguieira
- Canas de Senhorim
- Carvalhal Redondo
- Lapa do Lobo
- Moreira
- Nelas
- Santar
- Senhorim
- Vilar Seco